# Envikens gamla kyrka
Envikens gamla kyrka är en kyrkobyggnad i Falu kommun. Den är församlingskyrka i Envikens församling, Västerås stift.

## Kyrkobyggnaden
Kyrkan har en stomme av liggtimmer och består av ett rektangulärt långhus med rakt kor i öster och ett indraget torn i väster. Vid norra sidan finns en sakristia och vid södra sidan ett vapenhus. Ytterväggarna är klädda med rödfärgade spån medan taken är klädda med tjärstrukna spån. I kyrkorummet är taket klätt med ett tunnvalv av trä och koret är ett trappsteg högre beläget än övriga kyrkorummet.

### Tillkomst och ombyggnader
Träkyrkan uppfördes åren 1669-1671 och var den första på platsen. Grunden till kyrkan lades 6 maj 1669 och 1671 avslutades arbetet med insättning av fönster och läggning av spåntak. Kyrkan byggdes utan tillstånd men 1673 gav kung Karl XI sitt godkännande. 16 april 1673 invigdes kyrkan av kyrkoherde Laurentius Folkernius. 1682 uppfördes ett klocktorn vid kyrkans västra gavel. Tornet revs 1781 när kyrkan förlängdes åt väster och nuvarande kyrktorn uppfördes under ledning av Olof Erson i Gopa. Vid en upprustning 1871 tillkom nuvarande fönster med tresidiga ovandelar. 1886 blev kyrkorummets golv omlagt och upphöjt.
1921 övergavs kyrkan vintertid och gudstjänsterna flyttades till socknens kommunalhus. 19 december 1925 fattade kyrkostämman beslut att demontera kyrkan och återuppföra den i Rönndalen. Efter överklagande upphävde Länsstyrelsen beslutet. 1927 tog församlingen emot en donation för kyrkans underhåll under förutsättning att kyrkan inte flyttades. Snart därefter reparerades kyrkans spåntak. 1957 färdigställdes Envikens nya kyrka dit gudstjänstverksamheten flyttades.

## Inventarier
- Predikstolen med femsidig korg tillkom samtidigt med kyrkan och var ursprungligen omålad. 1781 flyttades den från kyrkorummets södra sida till dess norra och blev då blåmålad. 1873 blev den ommålad i gult och vitt.
- Orgeln byggdes 1872 av Gustaf Wilhelm Becker.

| Man. C-f3      | Bihangspedal C-f0 |
| -------------- | ----------------- |
| Principal 8'   |                   |
| Dubbelfleut 8' |                   |
| Vox candida 8' |                   |
| Octava 4'      |                   |
| Quinta 3'      |                   |
| Octava 2'      |                   |
| Trompet 8' B/D |                   |

## Omgivning
Kyrkogården omges av stenmurar som sannolikt är från omkring år 1800. Murarna består av kluven sten och kullersten. Ingångar finns i murens västra och södra sidor. I muren norr om kyrkan finns en knuttimrad, rödmålad bod.